# كأس ألمانيا 2020–21
كأس ألمانيا 2020–21 كان الموسم الثامن والسبعون من مسابقة كأس كرة القدم الألمانية السنوية. شارك أربعة وستون فريقًا في المسابقة، بما في ذلك جميع الفرق من الدوري الألماني والدوري الألماني الدرجة الثانية العام الماضي . بدأت المسابقة في 11 سبتمبر 2020 وانتهت في 13 مايو 2021 بالمباراة النهائية في الملعب الأولمبي في برلين، وهو مكان محايد اسميًا، والذي استضاف النهائي منذ عام 1985.
كان بايرن ميونخ هو حامل اللقب، بعد أن هزم باير ليفركوزن 4–2 في النهائي السابق ليحقق لقبه رقم 20. ومع ذلك، خرج بايرن من المنافسة في الجولة الثانية من قبل فريق الدرجة الثانية هولشتاين كيل، وخسر بركلات الترجيح بعد التعادل 2–2 بعد الوقت الإضافي.

## وصلات خارجية
- الموقع الرسمي
- كأس ألمانيا على kicker.de (بالألمانية)